# Notsodipus upstart
Notsodipus upstart is een spinnensoort uit de familie Lamponidae. De soort komt voor in Queensland.